# Sandrigo Hockey
Il Sandrigo Hockey è una società italiana di hockey su pista con sede a Sandrigo. I suoi colori sociali sono l'azzurro e il bianco.

## Cronistoria
| Cronistoria del Sandrigo Hockey |
| --- |
| - 1968 · Fondazione del Sandrigo Hockey. - 1968-1986 · ? - 1986-1987 · 2ª nel girone A di Serie B, 1ª nei play-off promozione con la Serie A2. Promossa in Serie A2. 2ª nel gruppo 1 play-off promozione. - 1987-1988 · ? in Serie A2. Primo turno di Coppa Italia. - 1988-1989 · 3ª in Serie A2. Promossa in Serie A1. Primo turno di Coppa Italia. - 1989-1990 · 14ª in Serie A1. Retrocessa in Serie A2. ? in Coppa Italia. - 1990-1991 · ? in Serie A2. - 1991-1992 · ? in Serie A2. - 1992-1993 · 1ª in Serie A2, quarti di finale play-off scudetto. Promossa in Serie A1. - 1993-1994 · 11ª in Serie A1. Retrocessa in Serie A2. ? in Coppa Italia. - 1994-1995 · 1ª nel girone A di Serie A2, quarti di finale play-off scudetto. Promossa in Serie A1. - 1995-1996 · 8ª in Serie A1. ? in Coppa Italia. - 1996-1997 · 7ª in Serie A1. ? in Coppa Italia. - 1997-1998 · 12ª in Serie A1. Retrocessa in Serie A2. ? in Coppa Italia. - 1998-1999 · 1ª nel girone A di Serie A2. Promossa in Serie A1. ? in Coppa Italia di Serie A2. - 1999-2000 · 12ª in Serie A1. Retrocessa in Serie A2. Secondo turno di Coppa Italia. Primo turno di Coppa di Lega. - 2000-2001 · 10ª nel girone A di Serie A2. Retrocessa in Serie B, in seguito ripescata. - 2001-2002 · 5ª nel girone A di Serie A2. - 2002-2003 · 7ª in Serie A2. Prima fase di Coppa Italia. - 2003-2004 · 11ª in Serie A2. - 2004-2005 · 12ª in Serie A2. Retrocessa in Serie B. - 2005-2006 · 1ª nel girone D di Serie B. 3ª alle final six. Vince la Coppa di Lega di Serie B (1º titolo). - 2006-2007 · 1ª nel girone D di Serie B. Promossa in Serie A2. 1ª alle final six. - 2007-2008 · 7ª in Serie A2. 4ª nella seconda fase. - 2008-2009 · 8ª in Serie A2. 2ª nella poule retrocessione. - 2009-2010 · 12ª in Serie A2. Retrocessa in Serie B, in seguito ripescata. Prima fase di Coppa di Lega. - 2010-2011 · 3ª in Serie A2, quarti di finale play-off promozione. Prima fase a gironi di Coppa Italia. - 2011-2012 · 5ª in Serie A2, quarti di finale play-off promozione. Prima fase a gironi di Coppa Italia. - 2012-2013 · 4ª in Serie A2, semifinali play-off promozione. Prima fase a gironi di Coppa Italia. - 2013-2014 · 4ª in Serie A2. - 2014-2015 · 4ª in Serie A2, semifinali play-off promozione. - 2015-2016 · 3ª in Serie A2, vince i play-off promozione. Promossa in Serie A1. Finale di Coppa Italia di Serie A2. - 2016-2017 · 14ª in Serie A1. Retrocessa in Serie A2. - 2017-2018 · 1ª in Serie A2. Promossa in Serie A1. Vince la Coppa Italia di Serie A2 (1º titolo). Semifinali di Federation Cup. - 2018-2019 · 14ª in Serie A1. Retrocessa in Serie A2, in seguito ripescata. Prima fase di Federation Cup. - 2019-2020 · 12ª in Serie A1. - 2020-2021 · 9ª in Serie A1, primo turno play-off scudetto. - 2021-2022 · 11ª in Serie A1, 2ª nel girone play-out. - 2022-2023 · 11ª in Serie A1, 1ª nel girone play-out. |

## Palmarès
- Campionato italiano di serie B/A2: 4

1992-1993, 1994-1995, 1998-1999, 2017-2018
- Coppa Italia/Lega A2: 1

2017-2018

## Statistiche

### Partecipazioni ai campionati
| Livello | Categoria | Partecipazioni | Debutto   | Ultima stagione | Totale |
| ------- | --------- | -------------- | --------- | --------------- | ------ |
| 1º      | Serie A1  | 14             | 1989-1990 | 2024-2025       | 14     |
| 2º      | Serie A2  | 19             | 1992-1993 | 2025-2026       | 19     |
| 3º      | Serie B   | 2              | 2005-2006 | 2006-2007       | 2      |

### Partecipazione alle coppe nazionali
| Competizione                 | Partecipazioni | Debutto   | Ultima stagione |
| ---------------------------- | -------------- | --------- | --------------- |
| Coppa Italia                 | 5              | 1999-2000 | 2012-2013       |
| Coppa di Lega/Federation Cup | 3              | 2009-2010 | 2018-2019       |

## Organico

### Giocatori
| N° | Naz.                 | Ruolo | Sportivo                   |  |  |  |
| -- | -------------------- | ----- | -------------------------- |  |  |  |
| 3  | Italia (bandiera)    | A     | Andrea Brendolin           |  |  |  |
| 4  | Italia (bandiera)    | D     | Daniel Somacale            |  |  |  |
| 6  | Italia (bandiera)    | D     | Marco Poletto              |  |  |  |
| 7  | Spagna (bandiera)    | D     | Antonio Miguelez Melendrez |  |  |  |
| 11 | Italia (bandiera)    | D     | Filippo Schiavo            |  |  |  |
| 14 | Italia (bandiera)    | A     | Elia Canesso               |  |  |  |
| 17 | Italia (bandiera)    | D     | Marco Ardit                |  |  |  |
| 34 | Italia (bandiera)    | D     | Pietro Lazzarotto          |  |  |  |
| 66 | Argentina (bandiera) | D     | Juan Josè Moyano           |  |  |  |
| 76 | Italia (bandiera)    | A     | Mattia Ghirardello         |  |  |  |
| 87 | Argentina (bandiera) | P     | Matias Bridge              |  |  |  |
| 91 | Italia (bandiera)    | P     | Cristian Cocco             |  |  |  |

### Staff tecnico
- Allenatore:  Davide Mendo